# Béatrice de Mâcon (morte après 1030)
Béatrice de Mâcon est une noble du Moyen Âge. Elle était fille d'Aubry II, comte de Mâcon. Sa mère n'est pas connue et, pour des raisons chronologiques, il est peu probable qu'Ermentrude de Roucy, l'unique femme connue d'Aubry II, soit sa mère : Béatrice a pu naître en fait d'un premier mariage d'Aubry. Le prénom de Béatrice étant courant dans les familles herbertienne et robertienne, on pense que sa mère était issue d'une de ces deux familles.
Elle épousa en premières noces vers 975 Geoffroy Ier, comte de Gâtinais, probablement issu des comtes de Vexin, et eut :
- Aubry le Tors (v. 985 † v. 1030), comte du Gâtinais.

Deux autres enfants sont proposés de manière hypothétique :
- peut-être un Geoffroy (v.980 † 997), qui serait le Qauz… nepos Wal… mentionné dans une lettre de l'abbé Abbon au pape Grégoire V en 997, selon Settipani ;
- peut-être une fille, marié à Guy ou Wido, comte de Mâcon. Cette fille est proposée pour expliquer la succession du comté de Mâcon, d'Aubry II à Guy, mais une autre explication est possible : Guy est fils d'Otte-Guillaume, comte de Bourgogne, et d'Ermentrude de Roucy, veuve héritière d'Aubry II et sans doute la belle-mère plutôt que la mère de Béatrice de Mâcon. À la mort sans fils d'Aubry II, Mâcon serait échu à sa veuve Ermentrude et à Otte-Guillaume son nouveau mari, puis à leur fils Guy.

Geoffroy Ier meurt entre 992 et 997. Edouard de Saint-Phalle propose alors un second mariage avec Gautier Ier, comte de Vexin, de Valois et d'Amiens, mais la documentation rend improbable cette assertion.
Entre 996 et 1003, elle se remarie avec Hugues du Perche et eut :
- Geoffroy II Ferréol, comte du Gâtinais en succession de son demi-frère Aubry le Tors. Par son mariage avec Ermengarde-Blanche d'Anjou, ses descendants deviendront comtes d'Anjou, puis rois de Jérusalem et d'Angleterre (les Plantagenêts) ;
- Liétaud († 1050), seigneur de Yèvres de 1028 à 1050, donné comme l'auteur de la famille de Nemours et de Château-Landon.

Elle meurt après 1030.